# Catanthera ovata
Catanthera ovata är en tvåhjärtbladig växtart som först beskrevs av Madhavan Parameswarau Nayar, och fick sitt nu gällande namn av Madhavan Parameswarau Nayar. Catanthera ovata ingår i släktet Catanthera och familjen Melastomataceae. Inga underarter finns listade i Catalogue of Life.